# Ranchitos East
Ranchitos East est une census-designated place située dans le comté de Webb, dans l’État du Texas, aux États-Unis. Sa population s’élevait à 212 habitants lors du recensement de 2010.